# Queen’s Theatre

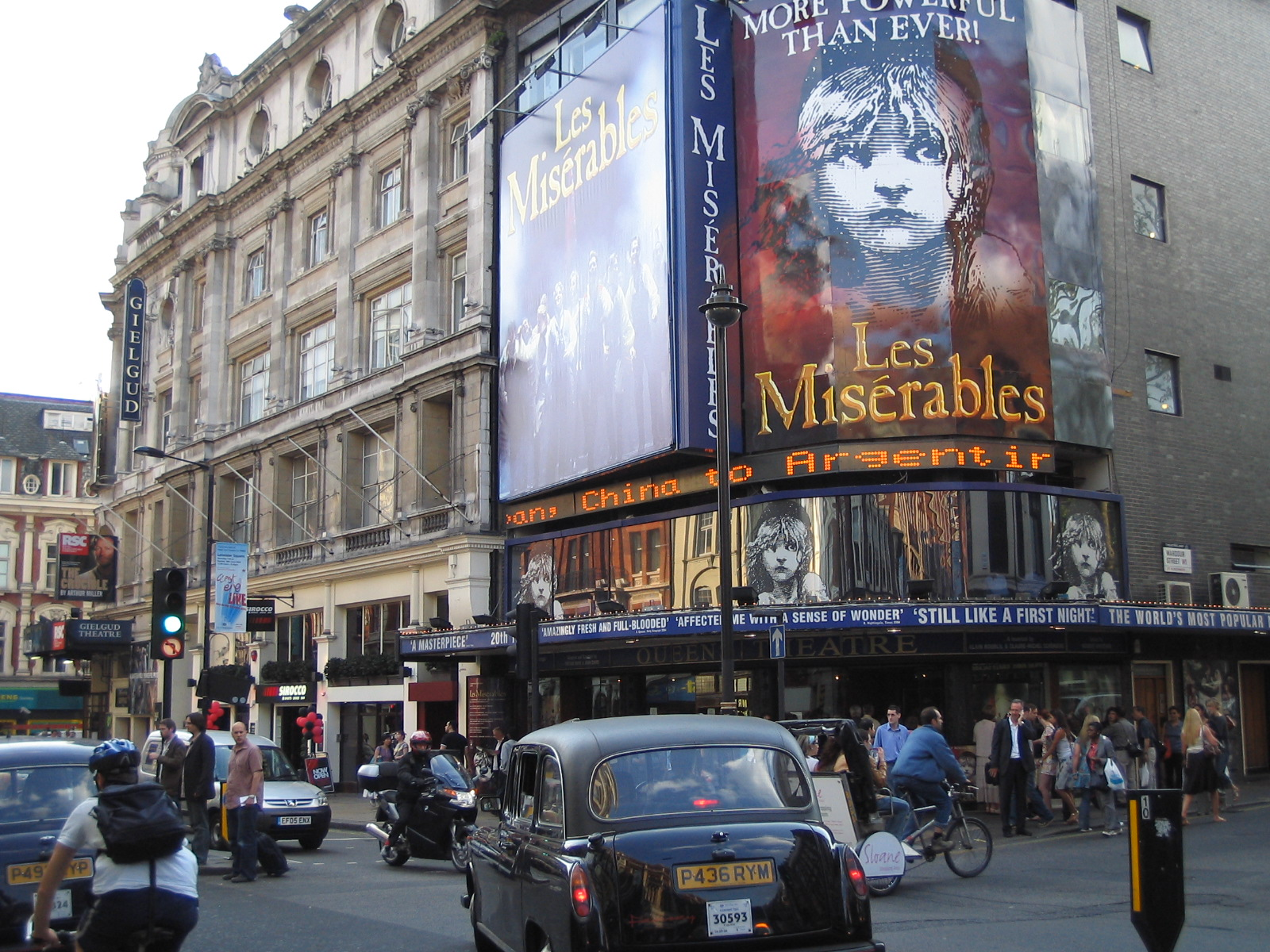
Das Queen’s Theatre

Das Queen’s Theatre ist ein Theater an der Londoner Shaftesbury Avenue im Stadtbezirk West End. Es wurde am 8. Oktober 1907 eröffnet.
Seit 1972 steht das Gebäude als Grade-II-Bauwerk unter Denkmalschutz.

## Aktuelle Bespielung
Seit dem 12. April 2004 wird das Musical Les Misérables aufgeführt, welches zuvor schon seit 1985 im Palace Theatre gespielt wurde.